# وندی اورتون
 وندی اورتون (انگلیسی: Wendy Overton؛ زاده ۳۱ مارس ۱۹۴۷) یک تنیس‌باز اهل ایالات متحده آمریکا است.